# Rebutia heliosa

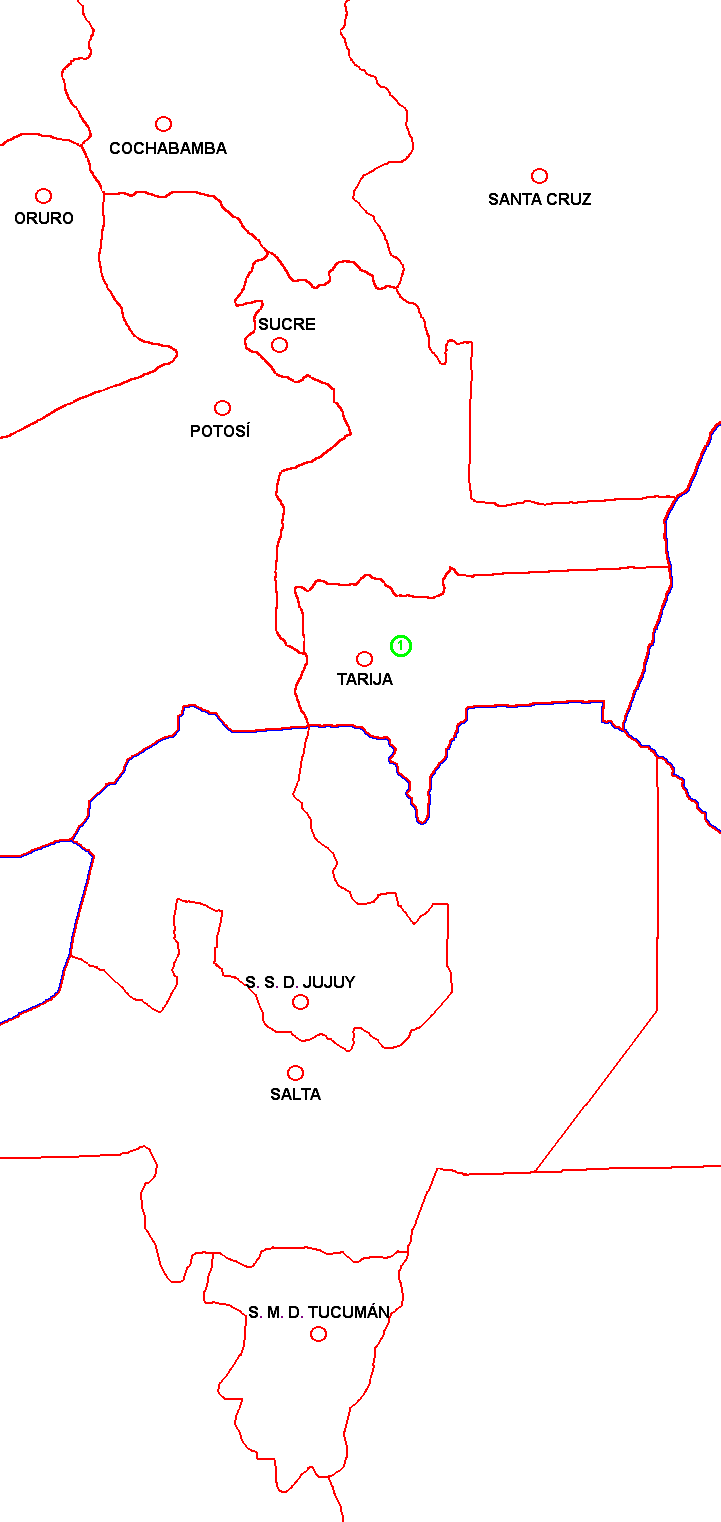
Mapa rozšíření R. heliosa var. heliosa

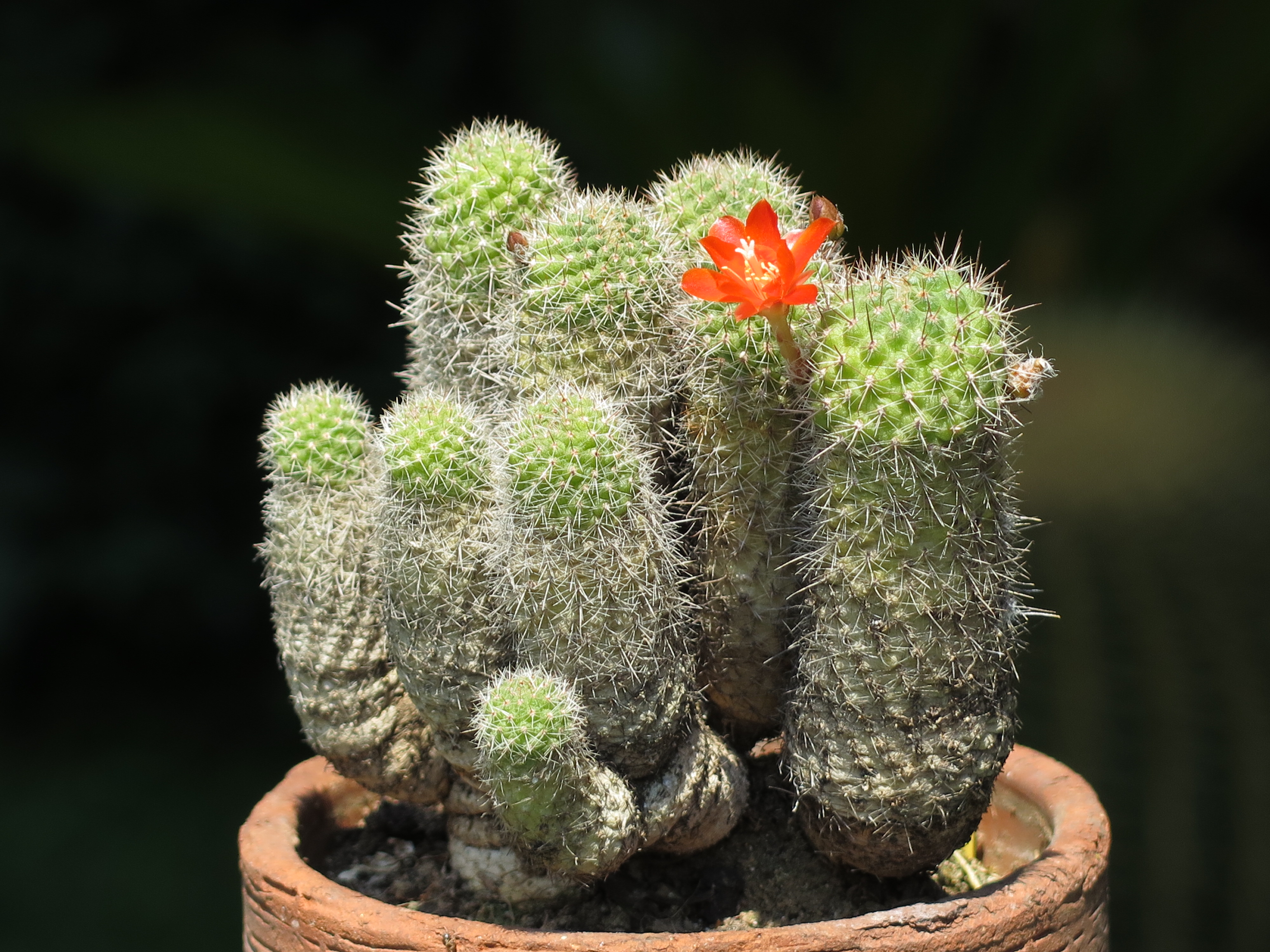
Rebutia heliosa var. cajasensis

Rebutia heliosa je druh rodu rebucie, který při svém objevení vyvolal malou senzaci. Pojmenován byl podle svých květů, které ohnivě oranžovým zbarvením připomínají barvu vycházejícího slunce (heliosus je z řečtiny a znamená sluneční).

## Rebutia heliosaRausch var.heliosa

### Popis
Vzrůst soliterní až málo odnožující, jednotlivé stonky ploše kulovité až krátce válcovité, 15 – 20 mm široké a až 20 mm vysoké, se silně vyvinutým řepovitým kořenem, temeno snížené; pokožka šedozelená. Žeber 35 – 40, rozložená do okrouhlých bradavek, vysokých až 1 mm; areoly na vrcholu bradavek, protáhlé, úzké, 1 – 2 mm dlouhé a 0,5 mm široké, pokryté tmavě hnědou plstí. Okrajové trny pektinátně uspořádané, v počtu 24 – 26, bílé, se zesílenou hnědou bází, až 1 mm dlouhé, navzájem se dotýkající a zahalující tělo; středové trny chybějí.
Květy vznikající na bázi těla, 45 – 55 mm dlouhé a 40 mm široké; květní lůžko 3 mm široké, olivově růžové, s malým množství šupin, v paždí šupin bílé, poněkud kadeřavé, až 3 mm dlouhé vlasy; květní trubka úzká, až 30 mm dlouhá a 2 – 3 mm široká, růžově červená až oranžově růžová, ke konci bledší až bílá; vnější okvětní lístky kopinaté, 12 – 15 mm dlouhé, 3 – 4 mm široké, oranžové, s lila středním proužkem a výraznou špičkou; vnitřní okvětní lístky poněkud širší a kratší, tupé, oranžové, k jícnu oranžově žluté; nitky bělavé, prašníky světle žluté; čnělka a blizna s 5 – 8 laloky bělavé. Plod malá, okrouhlá, tmavě červená bobule o průměru 4 mm, se šupinami s krátkými, bílými, kadeřavými vlasy. Semena černá, polokulovitá až přílbovitá, se širokým bazálním hilem a bradavčitou testou.

### Variety a formy
Druh byl popsán W. Rauschem podle jeho sběru WR 314 a je poměrně velmi jednotný. Drobné rozdíly je možno pozorovat pouze v sytosti vybarvení květů. Rostliny této typové populace zřejmě nebyly žádným dalším sběratelem sbírány. Roku 1979 byly J. Donaldem jako R. heliosa var. condorensis a R. heliosa var. cajasensis popsány dvě variety ze samostatných oddělených nalezišť. S první z nich je asi totožná i R. solisioides n.n., která pochází ze sběrů K. Knížete, a R. albopectinata n.n. KK 852 non Rausch. Obě variety R. heliosa mají rovněž pektinátní otrnění, avšak trny stojí volněji a u var. condorensis jsou bílé, u var. cajasensis poněkud delší, bílé až hnědé, květy jsou více červené. Roku 2006 pak byla na úrovni poddruhu popsána K. Knížetem, J. Říhou a V. Šedou jako R. heliosa subspec. teresae rostlina, poprvé objevená roku 1971 K. Knížetem a znovu náhodně roku 2004 V. Šedou.
Nověji byly jako R. heliosa označeny sběry SE 155, LH 782, 943, 1226, RH 291, jako R. heliosa var. sběry LH 1227 (žlutý květ), RH 261 (solisioides), 280 (var.nov.), 1024 (solisioides).

### Výskyt a rozšíření
Rebutia heliosa byla nalezena W. Rauschem roku 1968 u vedlejší silnice mezi městy Tarija a Narvaez v nadmořské výšce 2400 – 2500 m, Bolívie, departament Tarija. J. Donaldem popsané variety byly nalezeny A. Lauem, var. condorensis (L 401) v průsmyku Condor a var. cajasensis (L 405) v průsmyku Cajas. Jako místa nálezů novějších sběrů můžeme nalézt Condor Pass (LH 782 – 2405 m, 943 – 3923 m, 1226 – 3440 m, 1227 – 2387 m), 15 km před Condor Pass – SE 155, Junacas (RH 261, 291, 1024), Palca Grande (RH 280), všechno v bolivijském departamentu Tarija, v hraničním území provincií Mendez, O'Connor a Cercado.